# Национальная полиция Испании
Корпус национальной полиции (исп. Cuerpo Nacional de Policía, CNP ;[ˈkweɾpo naθjoˈnal de poliˈθi.a]; также известная просто — Национальная полиция, исп. Policía Nacional)  — это национальная гражданская полиция Испании. Национальная полиция в основном отвечает за охрану городских районов, в то время как за муниципальную полицию обычно отвечает Гражданская гвардия — испанская жандармерия. Полиция подчиняется Министерству внутренних дел Испании. В основном они занимаются уголовным расследованием, судебными, террористическими и иммиграционными вопросами. Полномочия Национального полицейского корпуса варьируются в зависимости от автономных сообществ: Эртцаинца в Стране Басков и Моссос д'Эсквадра в Каталонии являются основными полицейскими органами. В Наварре они разделяют некоторые обязанности совместно с национальной полицией.

## Обязанности
Обязанности регулируются Основным законом 2/1986 от 13 марта 1986 года.
1. Выдача документов, удостоверяющих личность — национальных идентификационных карт и паспортов.
2. Контроль иностранных граждан и граждан Испании.
3. Иммиграционное право, учёт беженцев и убежищ, экстрадиция и высылка.
4. применение законодательства об уголовной ответственности в отношении азартных игр
5. Контроль за оборотом наркотиков.
6. Сотрудничество с Интерполом и Европолом .
7. Контроль частных охранных предприятий
8. Общая правоохранительная деятельность и уголовное расследование.

## Доступ и обучение

### Требования
- Родиться или быть натурализованным гражданином Испании
- Быть старше 18 лет.
- Быть ростом не менее 1,65 метра для мужчин и 1,60 метра для женщин.
- Не были осуждены за мошенничество, не были уволены местным, региональным или национальным правительством или лишены возможности занимать государственные должности.
- Иметь водительское удостоверение категории, установленной правительством.

Базовая шкала:
- Иметь степень бакалавра или его эквивалент или быть в процессе обучения.

Руководящая шкала:
- Иметь статус инженера-технолога, архитектора-технолога, дипломированного студента вуза или высшее образование.

### Конкурсный экзамен
Кандидат может выбрать карьеру по базовой шкале или карьеру по руководящей шкале. Кандидаты должны пройти следующие базовые тесты перед началом обучения в академии:
- Физический тест
- Экзамен с множественным выбором
- Тест на выявление способностей
- Добровольный языковой тест ( английский или французский )
- Медицинский осмотр
- Интервью

### Академия
Если кандидат будет выбран, он будет проходить профессиональную подготовку в полицейской академии в Авиле в течение девяти месяцев. Пока стажёры проживают в академии, они изучают испанское право, проходят обучение огнестрельному оружию и самообороне, проводят практические занятия, изучают основы английского или французского языков и проходят подготовку по расследованию преступлений. Наконец, студент получит годичную полицейскую практику, во время которой будет изучать различные общие ситуации, которые сформируют его как агента.

## Звания
С 1979 по 1986 год в полиции существовала система воинских званий, унаследованная от старой вооружённой полиции.
Выше кадетских званий (всего пять кадетских званий) действующие звания:
- Policía — полицейский
- Oficial de Policía — офицер полиции
- Subinspector — младший инспектор
- Inspector — инспектор
- Inspector Jefe — старший инспектор
- Comisario — комиссар
- Comisario General - генеральный комиссар
- Jefe Superior - старший начальник
- Comisario General — генеральный комиссар и Jefe de División — начальник отдела [равные звания]
- Subdirector General — заместитель генерального директора
- Director Adjunto Operativo  — помощник операционного директора
- Director General de la Policía — генеральный директор полиции

### Знаки отличия
| Категории                        | Высшие руководители                | Высшие руководители                   | Высшие руководители | Высшие руководители | Главные руководители | Главные руководители | Руководители | Руководители      | Заместители инспектора | Общие       | Общие                         | Студенты                     | Студенты                     | Студенты                | Студенты            | Студенты |
| -------------------------------- | ---------------------------------- | ------------------------------------- | ------------------- | ------------------- | -------------------- | -------------------- | ------------ | ----------------- | ---------------------- | ----------- | ----------------------------- | ---------------------------- | ---------------------------- | ----------------------- | ------------------- | -------- |
| Испания                          |                                    |                                       |                     |                     |                      |                      |              |                   |                        |             |                               |                              |                              |                         |                     |          |
| помощник операционного директора | заместитель генерального директора | генеральный комиссар/начальник отдела | старший начальник   | главный комиссар    | комиссар             | старший инспектор    | инспектор    | младший инспектор | офицер полиции         | полицейский | студент-инспектор на практике | студент-инспектор 2-го курса | студент-инспектор 1-го курса | полицейский на практике | полицейский-студент |          |
|                                  |                                    |                                       |                     |                     |                      |                      |              |                   |                        |             |                               |                              |                              |                         |                     |          |

|  |  |  |  |  |  |  |  |  |  |
|  |  |  |  |  |  |  |  |  |  |

| CNP Униформа       |                     |                         |                          |                         |                      |                |                |                            |
|                    |                     |                         |                          |                         |                      |                |                |                            |
| Служебная форма SC | спецназ полиции UPR | полицейский спецназ UIP | полицейский спецназ Идет | полицейский спецназ GEO | разминирование TEDAX | Парадная форма | Парадная форма | Форменная одежда (женская) |

## Полиция автономных сообществ
- Эртцаинца в Стране Басков
- Моссос д'Эсквадра в Каталонии
- Провинциальная полиция Наварры
- Генеральный корпус полиции Канарских островов
- Подразделение Национального полицейского корпуса при Валенсийском сообществе
- Подразделение Национального полицейского корпуса при сообществе Андалусия